# Vernosc-lès-Annonay
Vernosc-lès-Annonay är en kommun i departementet Ardèche i regionen Auvergne-Rhône-Alpes i sydöstra Frankrike. Kommunen ligger  i kantonen Annonay-Sud som ligger i arrondissementet Tournon-sur-Rhône. År 2022 hade Vernosc-lès-Annonay 2 670 invånare.

## Befolkningsutveckling
Antalet invånare i kommunen Vernosc-lès-Annonay
Referens: INSEE